# 薬ヒグチ&ファーマライズ

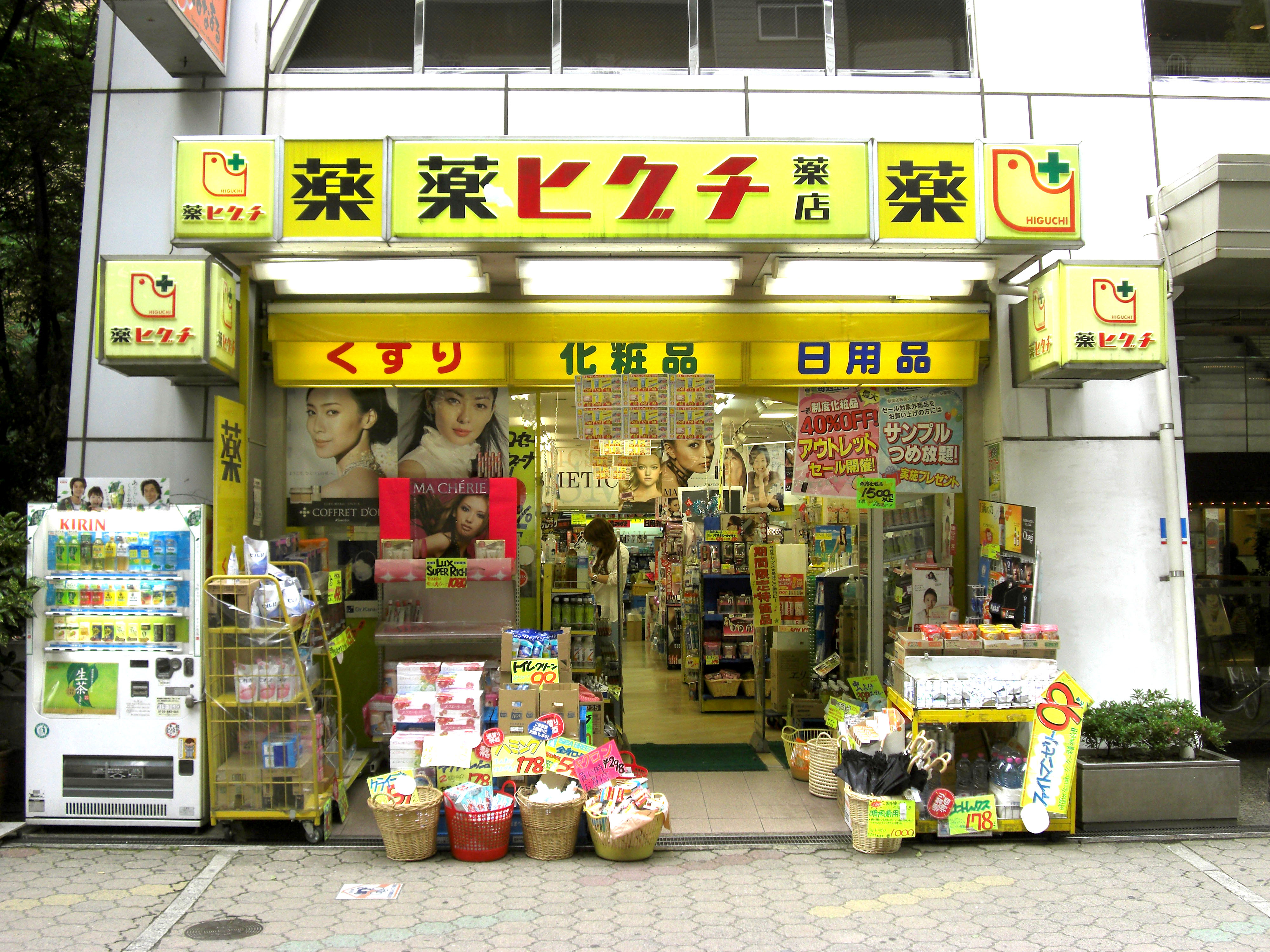
薬ヒグチ江坂店（大阪府吹田市）

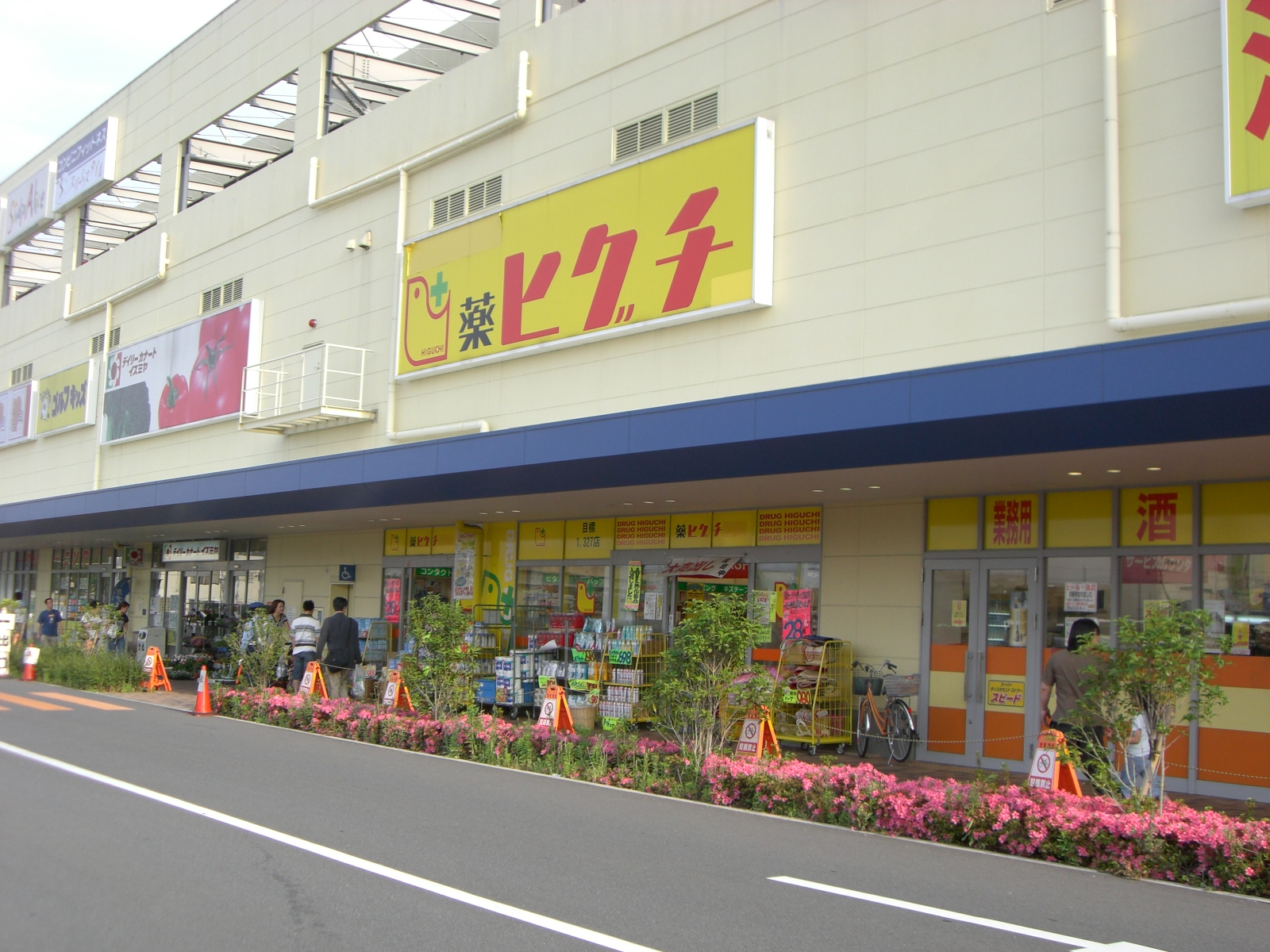
薬ヒグチフレスポ東大阪店（大阪府東大阪市）

薬ヒグチ（くすりヒグチ）は、東京都に本社を置く、ファーマライズ株式会社が運営するドラッグストア、調剤薬局である。黄色い鳥マークのドラッグストア「薬ヒグチ」や薬局のチェーンを8都道府県に展開している。
本項目では、2015年まで「薬ヒグチ」を運営していたヒグチ産業株式会社、2019年までの運営会社薬ヒグチ＆ファーマライズ株式会社についても記述する。

## 会社概要
チェーンドラッグストアである「薬ヒグチ」を展開している。薬の販売事業を中心に、自社で配置薬を取り扱うなどする一方、1980年代からは旅行会社の「ヒグチトラベル」、DPE（写真現像・プリント）の「ヒグチカラー」も経営していた。
かつては1970年代から1980年代にかけて、創業者・樋口俊夫がゾウの上に乗り、「目標、1327店!（当初は427店）」と宣言するテレビCMを放映していたことで知られた。2009年現在では関東・関西の両地区を中心に、関東地方以南に店舗を展開している。最盛期は関西地区での駅前商店街や市場への出店を中心に約500店の規模まで出店数を伸ばしたが、近年はそれまでの主力出店先であった商店街が量販店との競合により衰退傾向にあることや、同業他社との競合激化により都市型大型店舗および調剤併設店舗を中心とした出店方針に転換。既存の小型店については閉店・統合を順次進めるなど、スクラップアンドビルドの途上にある。
2010年、コンビニエンスストアのポプラとフランチャイズ契約を結び、コンビニとドラッグストアの融合店舗「ポプラ+薬ヒグチ」をオープン。また2012年5月、コンビニ大手のファミリーマートとフランチャイズ契約を結び、コンビニとドラッグストアの融合店舗「ファミリーマート+薬ヒグチ」の第1号店を東京都千代田区神田小川町にオープンさせた。以後、「ファミリーマート+薬ヒグチ」は首都圏と京阪神を中心に店舗を展開している。

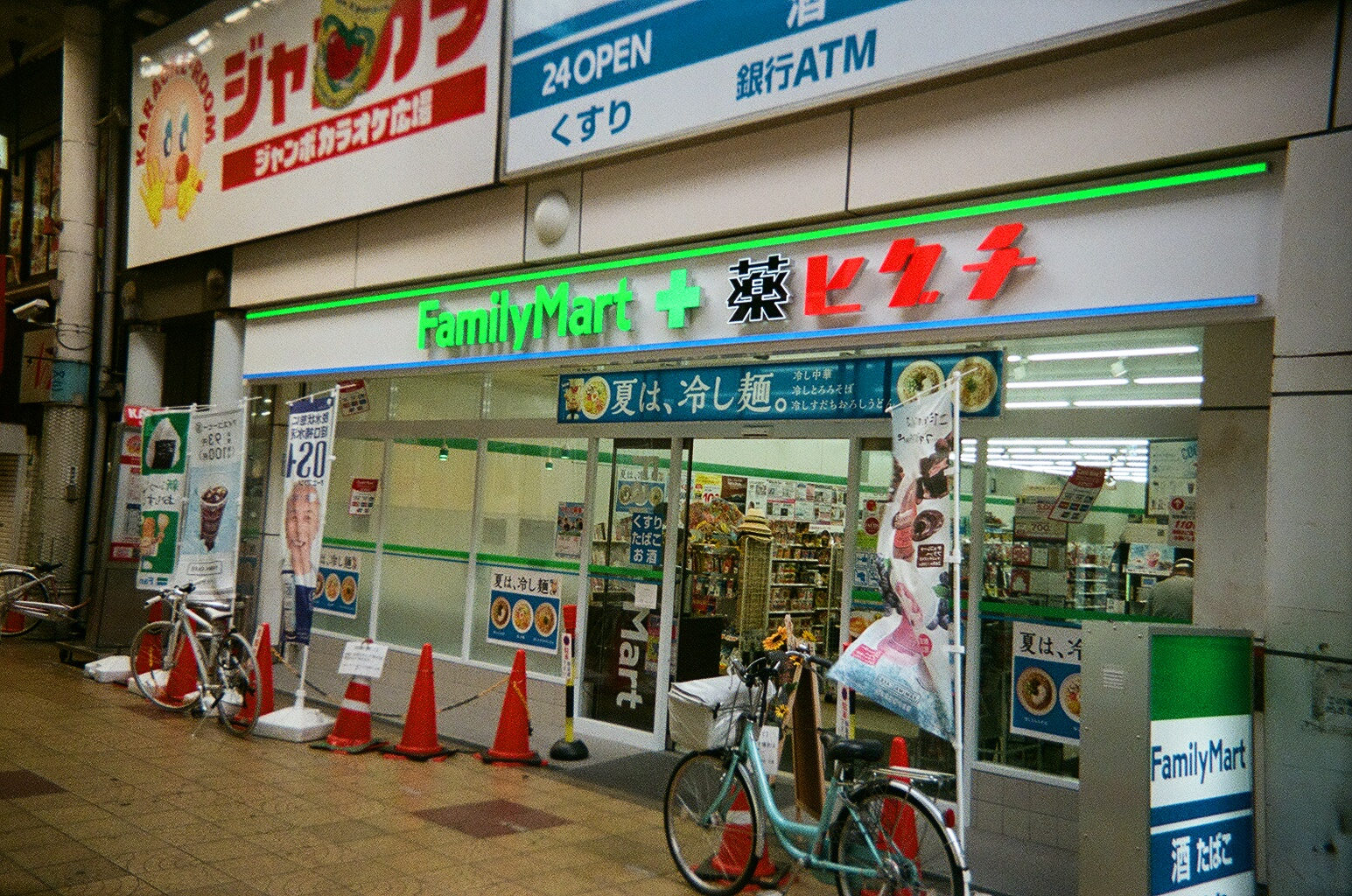
ファミリーマート+薬ヒグチ京橋店（大阪市都島区）

2015年、ファミリーマートとファーマライズホールディングス株式会社（調剤薬局大手）との三社共同出資の薬ヒグチ＆ファーマライズ株式会社に薬局部門を譲渡し、ヒグチ産業株式会社には不動産部門のみ残ることとなった。
2019年、ファーマライズホールディングスの事業会社であるファーマライズ株式会社と薬ヒグチ＆ファーマライズ株式会社は合併して薬ヒグチ＆ファーマライズ株式会社は消滅。薬ヒグチはファーマライズのドラッグストア部門となった。

## 沿革
- 1947年（昭和22年）- 創業者の樋口俊夫が大阪・京橋で薬局を開店。
- 1953年（昭和28年）4月20日 - ヒグチ産業株式会社設立[3]。
- 1954年（昭和29年）- 現在の薬ヒグチの元となる「京浜薬局」を設立。
- 1961年（昭和36年）-「薬ヒグチ」を設立。
- 1970年（昭和45年）-「薬ヒグチ」のフランチャイズ事業を開始。樋口俊夫本人が出演したテレビCMの放映が開始される。
- 1980年（昭和55年）- 目標としていた427店舗の出店を果たす。
- 2015年（平成27年）10月1日 - ヒグチ産業の子会社・徳庵商事にドラッグストア事業を分割譲渡。徳庵商事はファミリーマート・ファーマライズホールディングスに対し第三者割当増資を行い、社名を薬ヒグチ&ファーマライズ株式会社に変更[4]。
- 2019年（平成31年）- 薬ヒグチ&ファーマライズはファーマライズ株式会社に吸収合併され解散。薬ヒグチはファーマライズのドラッグストア部門となる。